# Ascoclavulina sakaii
Ascoclavulina sakaii är en svampart som beskrevs av Y. Otani 1974. Ascoclavulina sakaii ingår i släktet Ascoclavulina och familjen Helotiaceae.   Inga underarter finns listade i Catalogue of Life.